# Бернштейн, Сергей Игнатьевич
Серге́й Игна́тьевич Бернште́йн (Серге́й Исаа́кович, псевд. Досу́жев, 1892—1970) — русский и советский лингвист, библиограф, историк театра, один из основателей ОПОЯЗа. Родоначальник российской аудиоархивистики. Брат писателя Александра Ивича.

## Биография
Родился в семье путейского инженера Игнатия (Ицко-Исаака) Абрамовича Бернштейна (1857—1900) и Полины Самойловны Бернштейн (урождённой Рабинович; 1870—1949), впоследствии переводчицы с немецкого языка. Детство провёл в Тифлисе, где его отец работал машинистом, а впоследствии инженером на Закавказской железной дороге. После того, как отец Сергея Бернштейна получил место заместителя начальника двух участков на строительстве Китайско-Восточной железной дороги, семья перебралась в Маньчжурию.
В ходе Боксёрского восстания, когда китайские отряды атаковали строителей железной дороги и стали разбирать уложенное ими полотно, началась эвакуация российских инженеров и рабочих с семьями. Пароход «Одесса», следовавший из посёлка Харбин в город Хабаровск, подвергся обстрелу, в результате которого был тяжело ранен и затем скончался отец Сергея Бернштейна.
Мать перевезла Сергея и своего родившегося спустя шесть недель после гибели отца младшего сына Игнатия сначала в Киев, а затем в Петербург.
Окончив гимназию Гуревича с золотой медалью, Сергей Бернштейн поступил на словесное отделение историко-филологического факультета императорского Санкт-Петербургского университета, которое окончил в 1916 году. В студенческие годы был председателем Библиографического кружка. В 1911 г. принимал участие в представительном и вошедшем в историю русской культуры Первом Всероссийском съезде библиотекарей, затем был командирован университетом в Германию и Швейцарию, в библиотеках Европы изучал вопросы каталогизации и расстановки книг.
Учился в университете с Юрием Тыняновым. Консультировал Виктора Шкловского по рукописи его книги «Воскрешение слова».
В 1917—18 гг. вместе с младшим братом по ночам срывал со стен петроградских домов декреты постоянно сменяющих друг друга властей. Собранную коллекцию декретов братья продали музею за мешок картошки в голодном 1921 году.
В начале Великой Отечественной войны Сергей Игнатьевич пытался уйти в ополчение, но не был принят. Когда квартира брата на первом этаже дома в Руновском переулке была разбомблена и на улицу вместе со стеной вывалилась часть домашней библиотеки, Сергей Бернштейн ходил с рюкзаком, подбирал рукописи и наиболее ценные экземпляры.
В доме Сергея Бернштейна нередко укрывались ссыльные, так в 1934—36 гг., будучи бесправным ссыльным, в его доме нашёл прибежище академик Виноградов.
В августе 1946 г. Надежда Мандельштам передала Сергею Бернштейну архив Осипа Мандельштама, который затем в течение 11 лет хранился у его брата, Александра Ивича.
Жил в доме № 11 по Столешникову переулку.
В 1954 году вышел на пенсию, вёл замкнутый образ жизни, почти не покидал квартиру. Умер 28 октября 1970 года. Похоронен на Введенском кладбище (уч. 5).

## Профессиональная деятельность
По окончании в 1916 году университета Сергей Бернштнейн был оставлен при кафедре русского языка для приготовления к ученой деятельности по представлению академика Шахматова.
Научный сотрудник императорской Публичной библиотеки. Работал в литературно-издательском отделе Наркомпроса, в Институте живого слова, в Институте истории искусств.
В Институте живого слова в 1919 году создал фонетическую лабораторию, а в Институте истории искусств в 1923-м — Кабинет изучения художественной речи, КИХР, и начиная с 1920-го и до 1930-го записал на восковые валики чтение приблизительно ста поэтов-современников, в том числе, представителей Серебряного века: А. Блока, В. Маяковского, А. Белого, О. Мандельштама, С. Есенина, А. Ахматовой, В. Брюсова, М. Волошина, М. Кузмина, Б. Лившица, Н. Гумилёва, В. Луговского, А. Мариенгофа, В. Пяста, И. Сельвинского, Ф. Сологуба, С. Третьякова, Н. Брауна, а также художественное чтение актёров-декламаторов и рецитации устной народной поэзии (всего свыше 800 записей). Записи были сделаны с целью разработки проблем звучащей поэтической речи, в частности, фонологической концепции, известной под названием «произносительно-слуховой филологии».
Голоса поэтов, если прислушаться, расскажут, как делается поэзия, как поэт понимал свою поэзию,.. как развивается стихотворная техника. Вокруг этих валиков развивается интереснейшая исследовательская работа, подобия которой больше нигде нет. Энтузиаст поэтической записи Бернштейн не пропустил ни одного хоть сколько-нибудь выдающегося поэта. Если его нет в Ленинграде, — Бернштейн забирает записывающий аппарат и отправляется за голосом в экспедицию. Собрание полное.
из статьи А. Грузинского «Голоса поэтов» в журнале «Стройка» от 5 июля 1930 года

Восковые звукозаписывающие валики было необходимо хранить при особой ровной температуре, поэтому Сергей Игнатьевич был вынужден приходить в КИХР по ночам, чтобы протопить печку.
В ходе начавшейся в СССР кампании против формализма 4 июля 1930 года в «Красной газете» появилась статья под названием «Научное шарлатанство». В ней Сергей Бернштейн обвинялся в попытках изучать «классовое лицо» на основании записей дикции, его уволили из института, а записи изъяли как собственность института и «сложили в сырой подвал, где они годами медленно и неуклонно разрушались». С. И. Бернштейну иногда удавалось тайком пробираться в подвал и перевязывать шёлковыми нитками рассыпающиеся валики.
В 1931 году переехал в Москву и посвятил себя лингвистическому изучению радиолекций. Работал в Радиокомитете, с 1935 года преподавал в вузах, в том числе несколько лет в МГУ. Писал статьи для БСЭ (большинство не подписаны). Занимался преимущественно фонетикой, но не принадлежал ни к Московской, ни к Ленинградской фонологическим школам. Сохранившиеся записи из коллекции Бернштейна в 1938 году были перевезены филологом Виктором Дувакиным из Ленинграда в московский Государственный литературный музей и в 1970-е гг. некоторые из них были отреставрированы и изданы усилиями Льва Шилова.
В 1935 году Бернштейн был приглашен вести занятия со студентами училища при театре имени Мейерхольда. В 1936 году сотрудничество с театром Мейерхольда прекратилось.
В том же 1935 году Сергей Бернштейн работает в различных московских педагогических институтах, занимая в них должности то заведующего кафедрой, то декана. С 1947 года — профессор МГУ. Степень кандидата наук была присуждена Сергею Игнатьевичу в 1938 году без защиты диссертации по совокупности работ; в том же году его утвердили в звании профессора.
Был убежденным противником теорий академика Марра и не скрывал своего отношения к ним. По доносу одного из аспирантов, Бернштейн был обвинён «в проповеди буржуазного идеалистического языкознания и открытого выступления против советского материалистического языкознания — учения академика Н. Я. Марра» и 14 апреля 1949 г. был отчислен с кафедры русского языка Филологического факультета МГУ. После развенчания в 1950 году учения Марра И. В. Сталиным, Сергея Бернштейна восстановили в университете в прежней должности.
Печатался в «Речи» (с 1910), «Школе и жизни» (1911—12), «Русской школе», «Театре и искусстве», «Говорит СССР» и других изданиях.
В. Шкловский называл Бернштейна «человеком великой точности». При этом присущее Сергею Игнатьевичу стремление к совершенству часто мешало ему разрешать публикацию написанных им работ. По словам самого Бернштейна, он не мог сдать книгу, пока не выяснит все вопросы до конца. За свою профессиональную щепетильность был прозван коллегами «фонетиком и фанатиком».

## С. И. Бернштейн в литературе
Имя Сергея Бернштейна упоминается в «Оде» Юрия Тынянова, сочинённой по случаю двухлетия факультета словесных искусств:

Методологии потопы!

Поэтики есть полн бассейн!

Но се — фонетику Европы

Волнами катит Беренштейн!

Устами жадно припадите

И «о закрыто» возгласите —

И выпейте до дна её!

Но нет, не пейте, — подождите, —

Европу мало пощадите,

Оставьте малость для неё!

Также он упомянут в «Элегии» Лидии Гинзбург:

Ночь. Час, и ночь, и два часа.

Нам друг был Бернштеин пылкий.

Хрипели в КИХРе голоса

И там же звякали бутылки.

О знаю — в том или в ином

Моя вина. О час разлуки!

Мне больше не глушить вином

Фонографические звуки!…

…Сергей Игнатьич! Вас зову.

Пускай мы изгнаны из рая,

Но треугольник, ер и шву

Мы будем помнить, умирая.

## Семья
Жена (с 9 сентября 1926 года) — Анна Васильевна Ротар (урождённая Шахова) (1880—1951), преподавательница в гимназии. Ранее Анна Васильевна служила в доме матери Сергея Игнатьевича воспитательницей его младшего брата Игнатия.
Супруги воспитывали родного сына. Но ребёнком он утонул в Москва-реке. После этого они взяли на воспитание племянницу жены, девочку Катю Янкову (1924—1992), которая прожила вместе с Сергеем Игнатьевичем до 1947 года. За это время Катя закончила 10 классов средней школы, а затем географический факультет МОПИ. В 1947 году Екатерина Васильевна вышла замуж. Тёплые, родственные отношения семьи Екатерины, её мужа офицера-фронтовика Новикова Александра Максимовича (1917—1994) их двоих детей Сергея (1951—2019), (назван в честь Дедушки) и Николая (1953), продолжались вплоть до самой смерти.
После смерти жены, Сергей Игнатьевич взял в дом помощницу по хозяйству, которая проработала у него до его смерти.

## Основные работы
Книги
- Вопросы обучения произношению. М., 1937
- Словарь фонетических терминов. М., 1996
- Словарь языка Пушкина. М., 1956, Т. 1; 1957, Т. 2 (один из составителей)
- Язык радио. М., 1977

Статьи
- Библиотековедение высшего порядка в его отношении к методам научного исследования и преподавания, 1912
- Голос Блока // Блоковский сборник II: Труды Второй научной конференции, посвященной изучению жизни и творчества А. А. Блока. Тарту: Тартуский государственный университет, 1972. С. 454—525 (Статья написана в 1921 г., при жизни автора не печаталась).
- В чём сущность художественного чтения? // Говорит СССР. 1935. № 24. С. 34—36
- Звучащая художественная речь и её изучение // Поэтика. Временник Словесного отдела Государственного института истории искусств. Вып. I. Л.: Academia, 1926. С. 41—53
- Маяковский-чтец // Говорит СССР. 1936. № 4. С. 47—52
- О методологическом значении фонетического изучения рифм (К вопросу о пушкинской орфоэпии) // Пушкинский сборник. Памяти С. А. Венгерова / Под ред. Н. В. Яковлева. М.; Л.: Государственное издательство, 1922. С. 329—354
- О Пушкинском словаре // Пушкинский сборник. Памяти С. А. Венгерова / Под ред. Н. В. Яковлева. М.; Л.: Государственное издательство, 1922. С. XXXIV—XL
- Опыт анализа «словесной инструментовки» // Поэтика: Сборник статей. Вып. V. Л.: 1929. С. 156—192
- Основные понятия фонологии // Вопросы языкознания. № 5. 1962 (написана в 1937)
- Против идеализма в фонетике // Известия Академии наук СССР. Серия литературы и языка. 1952. Т. XI. Вып. 6.
- Стих и декламация // Русская речь: Сборники. Новая серия / Под ред. Л. В. Щербы. Вып. I. Л.: Academia, 1927. С. 7—41
- Художественная структура стихотворения Блока «Пляски осенние» // Труды по знаковым системам. Тарту: 1973. № 6. С. 521—545
- Центральный государственный фоноархив // Говорит СССР. 1932. № 34. С. 6—7
- Эстетические предпосылки теории декламации // Поэтика. Временник Отдела словесных искусств ГИИИ. Вып. III. Л.: 1927. С. 25—44
- Языковая сторона радиолекции // Речевое воздействие: проблемы прикладной психолингвистики. М.: 1972. С. 119—124
- Задачи и методы теории звучащей художественной речи // Звучащая художественная речь: Работы Кабинета изучения художественной речи (1923—1930) / Сост.: В. Золотухин, В. Шмидт. М.: 2018. С. 22-86
- Стихотворение Бер-Гофмана "Schlaflied für Mirjam"в интерпретации А. Моисси (совм. с: С. Г. Вышеславцевой, З. М. Задунайской, Л. А. Самойлович-Гинзбург) // Звучащая художественная речь: Работы Кабинета изучения художественной речи (1923—1930) / Сост.: В. Золотухин, В. Шмидт. М.: 2018. С. 292—324
- Опыт эстетического анализа словесно-художественного произведения // Звучащая художественная речь: Работы Кабинета изучения художественной речи (1923—1930) / Сост.: В. Золотухин, В. Шмидт. М.: 2018. С. 325—374

О Сергее Бернштейне
- Brang P. Das Klingende Wort. Zu Theorie und Praxis der Deklamation in Theorie und Praxis der Deklamationskunst in Russland. Wien, 1988
- Schmidt W. Deklamation in Theorie und Praxis: Sergej Ignat’evič Bernštejn. Herne: Gabriele Schäfer Verlag, 2015
- Шмидт В. Звучащая художественная речь как предмет филологии в России начала ХХ-го века // Звучащая художественная речь: Работы Кабинета изучения художественной речи (1923—1930) / Сост.: В. Золотухин, В. Шмидт. М.: Три квадрата, 2018. С. 408—431